# Folkets Park, Sundsvall
Folkets Park var en folkpark i stadsdelsområdet Norrmalm i Sundsvall. Parken invigdes 1902 och avvecklades 2015 då ägarna, Föreningen Folkets Hus & Park, sålde den till fastighetsbolaget Norrlandspojkarna. Områdets byggnader hyrs idag av Internationella Engelska Skolan som bedriver skolverksamhet i området.

## Historia
Sundsvalls arbetarekommun arrenderade sommaren 1902 en stenbacke nordväst om Sundsvalls centrum vid foten av Norra berget, den s.k. Stenbacksvreten, för att ordna fester och danser. Marken ägdes av Bryggeri AB Nord-stjernan, och ett villkor var att bryggeriet fick leverera alla förfriskningar till arrangemangen i folkparken. Dock inga alkoholhaltiga drycker, utan endast läskedrycker. Söndagen den 13 juli 1902 invigdes parken.
Arrendedatorerna tyckte dock att marken låg för långt bort från staden, och i början av 1903 undersöktes därför möjligheten att flytta festplatsen till den så kallade "Busbacken" intill en annan, redan etablerad festplats: Tivoli. Någon flytt blev det inte men man fick ett längre arrendekontrakt och kunde fortsätta bygga upp verksamheten i den gamla Stenbacksvreten. Man bygger dansbanor, och de utökas vartefter. En teaterscen står klar 1909. År 1913 köper man marken, och nästföljande år uppförs en kafé- och serveringspaviljong som alltjämt finns kvar.
En danspaviljong med tre rotundor byggdes 1918. Även dessa finns kvar idag och utgör en tydlig siluett i parken. På den gamla dansbanans plats byggdes i stället en friluftsteater.
I början på 1960-talet blev det åter tal om en flytt av folkparken. Denna gång till Norra stadsberget, men även denna gång blev verksamheten kvar. En omfattande utbyggnad och modernisering inleds sedan. Cafébyggnaden från 1914 upprustades 1979 och vinterbonades så att serveringen kunde hållas öppen året om. På 1980-talet rivs friluftsteatern och på dess plats byggs en större musikscen, Tonhallen, som invigs 1987. Redan 1992 byggs den till med nytt scenhus och repetitionslokaler för Sundsvalls Kammarorkester. Under 1990-talet iordningställs även en större utescen öster om folkparksområdet.
I början på 2015 säljs Folkets Park till ett fastighetsbolag, och den tidigare verksamheten avvecklas. I parkens lokaler startas i stället friskoleverksamhet. På de östra delarna av parkområdet finns planer på att bygga bostäder.